# Mistrzostwa Świata w Narciarstwie Klasycznym 2019
Mistrzostwa Świata w Narciarstwie Klasycznym 2019 – zawody sportowe, które odbyły się w dniach od 20 lutego do 3 marca 2019 roku w Seefeld in Tirol.

## Wybór miasta-organizatora
Do zorganizowania Mistrzostw Świata w Narciarstwie Klasycznym 2019 zgłoszono 4 kandydatury: Oberstdorf, Planica, Seefeld i Ałmaty. W Oberstdorfie (1987, 2005) i Seefeld (1985) organizowano wcześniej mistrzostwa świata w narciarstwie klasycznym.
Decyzja o wyborze miasta, które zorganizuje mistrzostwa, została ogłoszona 5 czerwca 2014 na Kongresie FIS w Barcelonie w Hiszpanii.
| Kandydaci        | Pierwsza runda | Druga runda | Trzecia runda |
| ---------------- | -------------- | ----------- | ------------- |
| Seefeld in Tirol | 6              | 6           | 9             |
| Oberstdorf       | 8              | 8           | 8             |
| Planica          | 3              | 3           | –             |
| Ałmaty           | 0              | –           | –             |

W programie imprezy, po raz pierwszy w historii mistrzostw świata, znalazł się konkurs drużynowy kobiet w skokach narciarskich. Złoty medal zdobyły Niemki, srebrny Austriaczki, brązowy Norweżki.

## Zestawienie medalistów

### Biegi narciarskie
| Konkurencja                           | Data      | Złoto                                                                                | Srebro                                                                                    | Brąz                                                                                    |
| Mężczyźni                             | Mężczyźni | Mężczyźni                                                                            | Mężczyźni                                                                                 | Mężczyźni                                                                               |
| ------------------------------------- | --------- | ------------------------------------------------------------------------------------ | ----------------------------------------------------------------------------------------- | --------------------------------------------------------------------------------------- |
| sprint techniką dowolną               | 21 lutego | Johannes Høsflot Klæbo                                                               | Federico Pellegrino                                                                       | Gleb Rietiwych                                                                          |
| bieg łączony na 30 km                 | 23 lutego | Sjur Røthe                                                                           | Aleksandr Bolszunow                                                                       | Martin Johnsrud Sundby                                                                  |
| sprint drużynowy techniką klasyczną   | 24 lutego | Norwegia Emil Iversen · Johannes Høsflot Klæbo                                       | Rosja Aleksandr Bolszunow · Gleb Rietiwych                                                | Włochy Francesco De Fabiani · Federico Pellegrino                                       |
| bieg na 15 km techniką klasyczną      | 27 lutego | Martin Johnsrud Sundby                                                               | Aleksandr Biessmiertnych                                                                  | Iivo Niskanen                                                                           |
| sztafeta 4 × 10 km                    | 1 marca   | Norwegia Emil Iversen · Martin Johnsrud Sundby · Sjur Røthe · Johannes Høsflot Klæbo | Rosja Andriej Łarkow · Aleksandr Biessmiertnych · Aleksandr Bolszunow · Siergiej Ustiugow | Francja Adrien Backscheider · Maurice Manificat · Clément Parisse · Richard Jouve       |
| bieg masowy na 50 km techniką dowolną | 3 marca   | Hans Christer Holund                                                                 | Aleksandr Bolszunow                                                                       | Sjur Røthe                                                                              |
| Kobiety                               |           |                                                                                      |                                                                                           |                                                                                         |
| sprint techniką dowolną               | 21 lutego | Maiken Caspersen Falla                                                               | Stina Nilsson                                                                             | Mari Eide                                                                               |
| bieg łączony na 15 km                 | 23 lutego | Therese Johaug                                                                       | Ingvild Flugstad Østberg                                                                  | Natalja Niepriajewa                                                                     |
| sprint drużynowy techniką klasyczną   | 24 lutego | Szwecja Maja Dahlqvist · Stina Nilsson                                               | Słowenia Anamarija Lampič · Katja Višnar                                                  | Norwegia Maiken Caspersen Falla · Ingvild Flugstad Østberg                              |
| bieg na 10 km techniką klasyczną      | 26 lutego | Therese Johaug                                                                       | Frida Karlsson                                                                            | Ingvild Flugstad Østberg                                                                |
| sztafeta 4 × 5 km                     | 28 lutego | Szwecja Ebba Andersson · Frida Karlsson · Charlotte Kalla · Stina Nilsson            | Norwegia Heidi Weng · Ingvild Flugstad Østberg · Astrid Jacobsen · Therese Johaug         | Rosja Julija Biełorukowa · Anastasija Siedowa · Anna Nieczajewska · Natalja Niepriajewa |
| bieg masowy na 30 km techniką dowolną | 2 marca   | Therese Johaug                                                                       | Ingvild Flugstad Østberg                                                                  | Frida Karlsson                                                                          |

### Kombinacja norweska
| Konkurencja                                          | Data      | Złoto                                                                       | Srebro                                                                 | Brąz                                                                      |
| ---------------------------------------------------- | --------- | --------------------------------------------------------------------------- | ---------------------------------------------------------------------- | ------------------------------------------------------------------------- |
| konkurs indywidualny – skocznia HS130, bieg na 10 km | 22 lutego | Eric Frenzel                                                                | Jan Schmid                                                             | Franz-Josef Rehrl                                                         |
| sprint drużynowy – skocznia HS130, bieg 2 × 7,5 km   | 24 lutego | Niemcy Eric Frenzel · Fabian Rießle                                         | Norwegia Jarl Magnus Riiber · Jan Schmid                               | Austria Bernhard Gruber · Franz-Josef Rehrl                               |
| konkurs indywidualny – skocznia HS109, bieg na 10 km | 28 lutego | Jarl Magnus Riiber                                                          | Bernhard Gruber                                                        | Akito Watabe                                                              |
| konkurs drużynowy – skocznia HS109, bieg 4 × 5 km    | 2 marca   | Norwegia Espen Bjørnstad · Jørgen Graabak · Jan Schmid · Jarl Magnus Riiber | Niemcy Vinzenz Geiger · Eric Frenzel · Johannes Rydzek · Fabian Rießle | Austria Bernhard Gruber · Mario Seidl · Franz-Josef Rehrl · Lukas Klapfer |

### Skoki narciarskie
| Konkurencja                                | Data      | Złoto                                                                           | Srebro                                                                                     | Brąz                                                                               |
| Kobiety                                    | Kobiety   | Kobiety                                                                         | Kobiety                                                                                    | Kobiety                                                                            |
| ------------------------------------------ | --------- | ------------------------------------------------------------------------------- | ------------------------------------------------------------------------------------------ | ---------------------------------------------------------------------------------- |
| konkurs drużynowy – skocznia HS109         | 26 lutego | Niemcy Juliane Seyfarth · Ramona Straub · Carina Vogt · Katharina Althaus       | Austria Eva Pinkelnig · Jacqueline Seifriedsberger · Chiara Hölzl · Daniela Iraschko-Stolz | Norwegia Anna Odine Strøm · Ingebjørg Saglien Bråten · Silje Opseth · Maren Lundby |
| konkurs indywidualny - skocznia HS109      | 27 lutego | Maren Lundby                                                                    | Katharina Althaus                                                                          | Daniela Iraschko-Stolz                                                             |
| Mężczyźni                                  |           |                                                                                 |                                                                                            |                                                                                    |
| konkurs indywidualny – skocznia HS130      | 23 lutego | Markus Eisenbichler                                                             | Karl Geiger                                                                                | Killian Peier                                                                      |
| konkurs drużynowy – skocznia HS130         | 24 lutego | Niemcy Karl Geiger · Richard Freitag · Stephan Leyhe · Markus Eisenbichler      | Austria Philipp Aschenwald · Michael Hayböck · Daniel Huber · Stefan Kraft                 | Japonia Yukiya Satō · Daiki Itō · Junshirō Kobayashi · Ryōyū Kobayashi             |
| konkurs indywidualny – skocznia HS109      | 1 marca   | Dawid Kubacki                                                                   | Kamil Stoch                                                                                | Stefan Kraft                                                                       |
| Drużyny mieszane                           |           |                                                                                 |                                                                                            |                                                                                    |
| konkurs drużyn mieszanych – skocznia HS109 | 2 marca   | Niemcy Katharina Althaus · Markus Eisenbichler · Juliane Seyfarth · Karl Geiger | Austria Eva Pinkelnig · Philipp Aschenwald · Daniela Iraschko-Stolz · Stefan Kraft         | Norwegia Anna Odine Strøm · Robert Johansson · Maren Lundby · Andreas Stjernen     |

## Klasyfikacja medalowa
| Mj      | Reprezentacja | Złoto | Srebro | Brąz | Razem |
| ------- | ------------- | ----- | ------ | ---- | ----- |
| 1.      | Norwegia      | 13    | 5      | 7    | 25    |
| 2.      | Niemcy        | 6     | 3      | 0    | 9     |
| 3.      | Szwecja       | 2     | 2      | 1    | 5     |
| 4.      | Polska        | 1     | 1      | 0    | 2     |
| 5.      | Rosja         | 0     | 5      | 3    | 8     |
| 6.      | Austria       | 0     | 4      | 5    | 9     |
| 7.      | Włochy        | 0     | 1      | 1    | 2     |
| 8.      | Słowenia      | 0     | 1      | 0    | 1     |
| 9.      | Japonia       | 0     | 0      | 2    | 2     |
| 10.     | Szwajcaria    | 0     | 0      | 1    | 1     |
| 10.     | Finlandia     | 0     | 0      | 1    | 1     |
| 10.     | Francja       | 0     | 0      | 1    | 1     |
| Łącznie | Łącznie       | 22    | 22     | 22   | 66    |